# ニューヨーク・コスモス
ニューヨーク・コスモス (New York Cosmos) は、アメリカ合衆国・ニューヨーク州をホームを本拠地とする、NASL所属のサッカークラブである。

## 概要
1970年にクラブは設立。大手映画配給会社ワーナー・ブラザースを買収したスティーブ・ロス（後に世界最大のメディア集団、タイム・ワーナーの会長となる）が、ブラジルのペレ、ドイツのフランツ・ベッケンバウアーら世界のスーパースター達を擁し実力、人気を共に獲得した。特に1977,1978年のリーグ連覇や、1977年10月1日に行われたペレの引退試合（古巣のサントスFCと対戦）などはクラブや北米リーグの世界的アピールに大きな役割を果たした。なおペレ引退を記念した親善試合の為日本遠征も行い、日本代表とも試合を行なった。
しかし、1980年代に入るとワーナー社が、オーストラリアのメディア王ルパード・マードックにより敵対的買収を受けたり（これはマードック側の失敗に終わる）、1983年にアタリショックと云われるワーナー傘下の企業の不振が影響した事により経営を縮小するとクラブの力は急速に低下した。
そしてこの流れに呼応するかの様に1984年に北米サッカーリーグが消滅。クラブはその後1年間だけインドアサッカー（現在のフットサル）のクラブとして存続したが、成績の低迷を理由に1985年を最後に解散した。
またクラブ名のコスモスは日本語で「国際的」を意味するコスモポリタン（Cosmopolitan）が由来である。これはメジャーリーグベースボールに所属するニューヨーク・メッツがメトロポリタン（Metropolitan）の略称である事からヒントを得た。
2007年に公開されたドキュメンタリー映画「ペレを買った男」は、ニューヨーク・コスモスを題材にしている。
2010年8月、ニューヨーク市で開催された「コパ・NYC」の決勝戦でこの試合に招待されたペレが「ニューヨーク・コスモスの復活」と「クラブの名誉会長就任」を発表した。この新チームは元トッテナム・ホットスパー職員で現・不動産業のポール・ケムズリーが起こしたもので、「コスモス」の名称使用権を獲得した上での発表であった。
新生「コスモス」は将来的にMLSへの加盟を目指しており、2011年8月5日に行われたポール・スコールズの引退試合（後に現役復帰）の対戦相手としてディレクターのエリック・カントナの元で有名選手を招いて一時的に編成され、2013年秋期よりNASLに新規加入、初挑戦でシーズン優勝、プレーオフのサッカーボウルでも春期優勝のアトランタ・シルバーバックスを下し、実質的な活動1年目にして初優勝を飾った。
2020年よりNational Independent Soccer Association（NISA、全国独立サッカー協会）に参加している。

## タイトル
- 北米選手権: 5回
  - 1972, 1977, 1978, 1980, 1982
- NASL (北米サッカーリーグ、2部相当)：2回
  - 2013,2015

## 歴代監督
- ヘネス・バイスバイラー 1980-1981

## 歴代所属選手
- モルデハイ・シュピーグラー 1975
- ペレ 1975-1977
- ジョルジョ・キナーリャ 1976-1983
- カルロス・アウベルト 1977-1980, 1982
- フランツ・ベッケンバウアー 1977-1980, 1983
- ヴラディスラヴ・ボギチェヴィッチ 1978-1984
- マリーニョ・シャガス 1979
- オスカー 1979-1980
- アンドラニク・エスカンダリアン 1979-1984
- ヨハン・ニースケンス 1979-1984
- フリオ・セサル・ロメロ 1980-1983
- ヴワディスワフ・ジュムダ 1984
- 柏瀬暁 2013
- ブライアン・メレディス 2013
- マルコス・セナ 2013-2015
- ダニー・セテラ 2013-2020
- アンドレス・フローレス 2014-2017
- ラウル・ゴンサレス 2015-2016
- ニコ・クラニチャール 2016
- ヨハンドリ・オロスコ 2016
- アマウリ 2017
- ハビ・マルケス 2017
- デヤン・ヤコヴィッチ 2017
- アンシ・アゴリ 2020

## 平均入場者数
- 1971年 - 4,517人
- 1972年 - 4,282人
- 1973年 - 5,782人
- 1974年 - 3,578人
- 1975年 - 10,450人
- 1976年 - 18,227人
- 1977年 - 34,142人
- 1978年 - 47,856人
- 1979年 - 46,690人
- 1980年 - 42,754人
- 1981年 - 34,835人
- 1982年 - 28,479人
- 1983年 - 27,242人
- 1984年 - 12,817人

## スタジアム
- ヤンキー・スタジアム　1971年
- Hofstra Stadium　 1972年–1973年、2013年–
- Downing Stadium 　1974年–1975年
- ヤンキー・スタジアム　1976年
- ジャイアンツ・スタジアム　1977年–1984年